# Univerzita krále Saúda
Univerzita krále Saúda (arabsky جامعة الملك سعود‎) je veřejná univerzita v Rijádu v Saúdské Arábii, založená v roce 1957 králem Saúdem bin Abd al-Azízem jako Rijádská univerzita. Jedná se o první univerzitu v Saúdské Arábii. Vznikla kvůli nedostatku kvalifikovaných pracovníků v Saúdské Arábii. V roce 1982 byla přejmenována na Univerzitu krále Saúda.
Univerzitu studuje 40 000 studentů a studentek, z nichž 7 % je zahraničních. Studentky mají vlastní disciplinární komisi. Vyučovacím jazykem v bakalářských programech je angličtina a arabština v závislosti na zvoleném oboru. Mezi arabskými univerzitami jsou její lékařské programy vysoce ceněny.